# Autoroute A 631
Die Autoroute A 631 war eine französische Autobahn, die als Zubringer für Bordeaux (Bègles) zur A 630 diente. Sie wies eine Länge von 2,0 km auf und verfügte über drei Fahrstreifen je Richtung. Die Strecke wurde 1983 eröffnet.
Am 1. August 2017 unterzeichnete der Präfekt der Gironde, Pierre Dartout, ein Dekret zur Aufhebung des Autobahnstatus der A 631. Grund dafür war der Neubau der Simone-Veil-Brücke über die Garonne am bisherigen Autobahnende in Bègles, deren Einbindung in das bestehende Straßennetz mit einem Autobahnanschluss unmöglich gewesen wäre. Durch die Herabstufung zu einer städtischen Straße wurde die Einrichtung einer Ampelkreuzung an der Rue Pauly möglich. In Zukunft soll die Strecke auf zwei Fahrstreifen je Richtung rückgebaut werden um Platz für einen Boulevard zur Nutzung durch Fußgänger und Radfahrer am Ufer der Garonne zu schaffen.